# Matela (Vimioso)
Matela é uma povoação portuguesa sede da Freguesia de Matela do Município de Vimioso, freguesia com 45,81 km² de área e 211 habitantes (censo de 2021), tendo, por isso, uma densidade populacional de 4,6 hab./km².

## Localidades
A Freguesia é composta por 3 aldeias:
- Avinhó
- Junqueira
- Matela

## Demografia
A população registada nos censos foi:
| Ano  | 0-14 Anos | 15-24 Anos | 25-64 Anos | > 65 Anos |
| 2001 | 32        | 30         | 145        | 131       |
| 2011 | 13        | 10         | 90         | 115       |
| 2021 | 4         | 9          | 70         | 128       |